# Guido Guerra
Guido José da Costa Guerra (Santaluz, 19 de janeiro de 1943 — Salvador, 7 de junho de 2006) foi um jornalista e escritor brasileiro, imortal da cadeira número 5 da Academia de Letras da Bahia. 

## Biografia
Nascido em 19 de janeiro de 1943, em Santaluz, começou a trabalhar para a imprensa baiana aos dezoito anos, no recém fundado jornal Folha da Bahia, em 1961, e logo passou a publicar para o Diário de Notícias, no ano de 1962. Na década de 70, trabalhou no Jornal da Bahia e na Tribuna da Bahia em Salvador.    
Nos anos 80, foi repórter do Diário de Notícias, no semanário Folha da Bahia e Bahia Hoje. Após esse período, se dedicou exclusivamente à literatura.    
Imortal da Academia de Letras da Bahia, cadeira 5, entre as suas principais obras estão as seguintes;    
- A noite dos coronéis: entrevistas
- A ostra azul: contos
- As aparições do Dr. Salu e outras histórias: novelas e contos.
- As aparições do dr. Salu na terra de Santa Luz, romance. 2.ed.
- Dura ... 1965.
- Dura realidade; contos.
- Ela se chama Joana Felicidade

Imortal irreverência: depoimentos e entrevistas	
- Itapuã-céu
- Lili passeata: romance
- Na casa do sem jeito; crônicas.
- O hóspede das tempestades
- O último salão grená
- Percegonho céu azul do sol poente, romance.
- Quatro estrelas no pijama [1] [5] [2] [3]

Morreu em Salvador aos 63 anos, em 7 de junho de 2006.    
Em sua homenagem, a rua jornalista Guido Guerra, em Cajazeiras VI foi assim denominada. 